# Bengt Hemberg
Bengt Emil Esse Hemberg, född 21 mars 1908 i Eskilstuna, död 22 december 1979 i Lund, var en svensk historiker och skolman. Han var halvbror till botanikern Torsten Hemberg och far till operachefen Eskil Hemberg.
Hembergs föräldrar var direktören Sven Emil Hemberg och hans första hustru Signe, ogift Larsson. Han blev filosofie magister 1931, filosofie licentiat 1934 samt filosofie doktor 1950. Han var docent i klassisk fornkunskap och antikens historia vid Uppsala universitet 1950–1951 och 1952–1955. Han var lärare vid olika läroverk under perioderna 1936–1946 och 1949–1955, rektor för högre allmänna läroverket i Södertälje 1955–1962, lektor vid Malmö latinskola 1957–1962 och vid högre allmänna läroverket i Hässleholm 1962–1974. Han skrev olika vetenskapliga arbeten, däribland doktorsavhandlingen Die Kabiren 1950.
Bengt Hemberg blev fänrik i K1:s reserv 1932 och var ryttmästare i kavalleriets reserv 1942–1973. Han var korresponderande ledamot i Nathan Söderblom-sällskapet och Deutsches archäologisches Institut.
Han var från 1934 gift med ämnesläraren Ingeborg Thelander (1905–1996), dotter till kyrkoherde Olof Thelander och Emma, ogift Tufvesson. De fick barnen Jarl 1935, Eskil 1938, Bodil 1939, Görel 1942 och Ingrid 1945.